# Giorgio Cristallini
Giorgio Cristallini (* 26. Juni 1921 in Perugia; † 2. Dezember 1999 in Tavernelle, Panicale) war ein italienischer Filmregisseur.

## Leben
Cristallini interessierte sich früh für Aufnahmetechnik und Filmschnitt und wurde bereits 1942 Regieassistent bei bedeutenden Filmen von Goffredo Alessandrini aus diesem Jahr. Nach dem Zweiten Weltkrieg widmete er sich zunächst dem Dokumentarfilm – sein Regiedebüt 1947 war Il vittoriale degli italiani – und im Jahr darauf dem Spielfilm, wobei er bis Mitte der 1950er Jahre kleine Filme für ausgewählte Regionen fertigte.
Gegen Ende der 1950er Jahre spezialisierte er sich als Regisseur des zweiten Stabes auf die Inszenierung von Massenszenen; mit Beginn der 1970er Jahre brachte er wieder eigene Filme in die Kinos, die jedoch Originalität und Inspiration vermissen ließen. Die Beteiligung Cristallinis am ihm zugeschriebenen Film aus deutscher Produktion Let’s go crazy, 1986, ist umstritten.
Cristallinis Pseudonym war George Warner.

## Filmografie (Auswahl)

### Regisseur
- 1948: Giudicatemi
- 1971: I quattro pistoleri di Santa Trinità (& Buch)
- 1972: Man nennt ihn Sacramento (Sei jellato amico… hai incontrato Sacramento)
- 1978: Möwen fliegen tief (I gabbiani volano basso)
- 1988: Let’s go crazy (umstritten)

### Produzent
- 1964: Die Stunde der harten Männer (Ercole, Sansone Maciste e Ursus gli invincibili)